# Монтекастриллі
Монтекастриллі (італ. Montecastrilli) — муніципалітет в Італії, у регіоні Умбрія,  провінція Терні.
Монтекастриллі розташоване на відстані близько 85 км на північ від Рима, 55 км на південь від Перуджі, 17 км на північний захід від Терні.
Населення — 5117 осіб (2014).

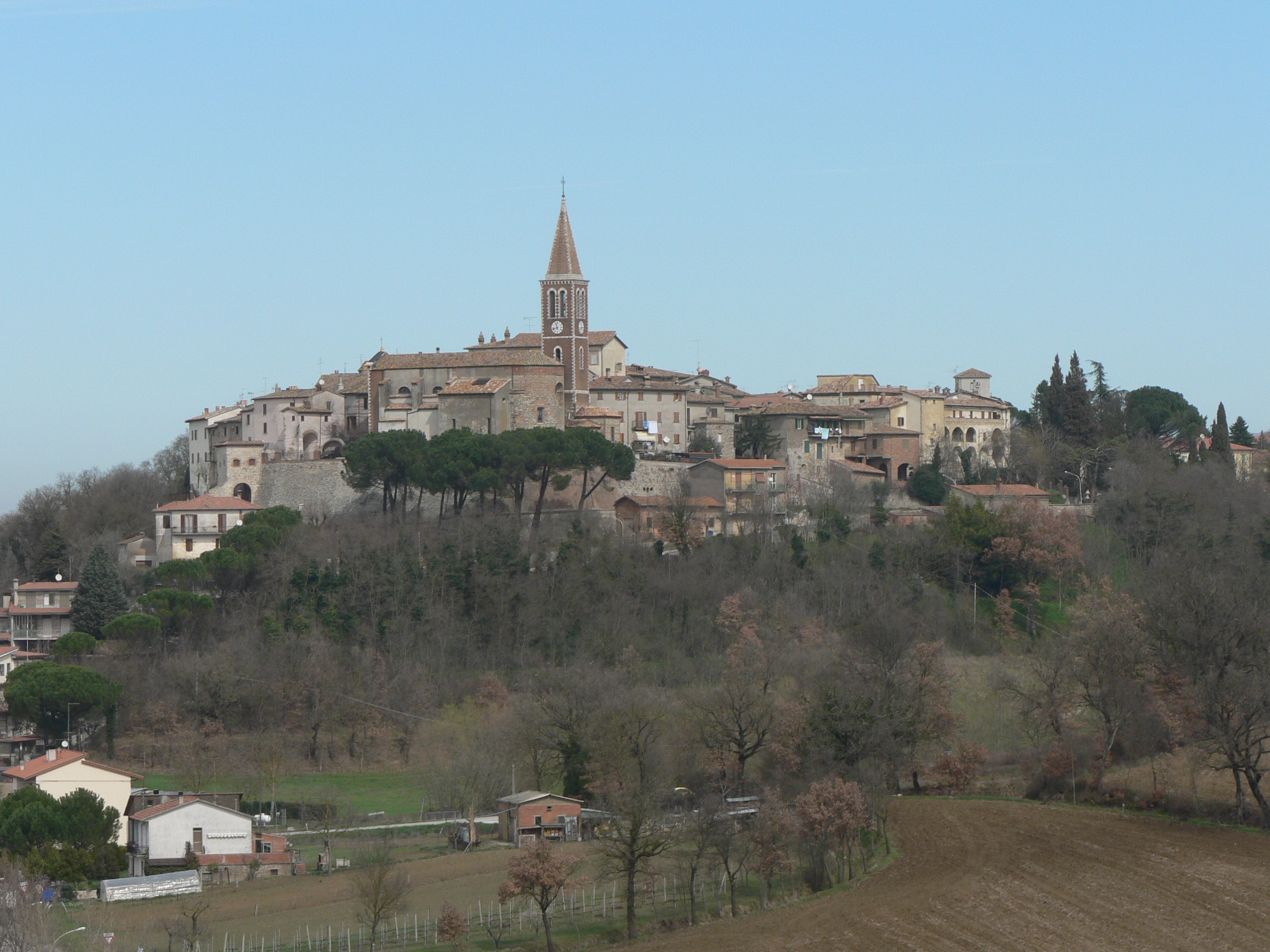

Щорічний фестиваль відбувається 6 грудня. Покровитель — святий Миколай di Mira.

## Демографія
Населення за роками:

Станом на 1 січня 2023 року в муніципалітеті офіційно проживало 357 іноземців з 36 країн, серед них 196 громадян країн Євросоюзу та 10 громадян України.

## Сусідні муніципалітети
- Аккуаспарта
- Амелія
- Авільяно-Умбро
- Гуардеа
- Нарні
- Сан-Джеміні
- Терні